# 淡路山丸
淡路山丸（あわじさんまる）は、三井物産船舶部が運航していた1939年（昭和14年）に竣工の貨物船である。太平洋戦争前に建造された日本の大型高速貨物船の頂点に立つ優秀船であったが、太平洋戦争開戦初日の1941年（昭和16年）12月8日に爆撃を受けて炎上放棄され、日本の戦没商船第1号となった。

## 建造
本船は、ニューヨークライナーと総称された日本のパナマ運河経由ニューヨーク航路の高速貨物船の一隻である。同航路には、1930年（昭和5年）に大阪商船が就航させた畿内丸型貨物船を皮切りに、日本の大手船会社が競って高速船を投入し、貨物船の花形扱いされていた。三井物産船舶部（商船三井の前身）は、大阪商船・国際汽船に次いで参入し、1933年（昭和8年）の「我妻山丸」型2隻以降、「阿蘇山丸」型2隻・「有馬山丸」型3隻を就航させていた。そして、三井物産船舶部のニューヨークライナー最終船となったのが、この「淡路山丸」と「綾戸山丸」の姉妹船であった。
「淡路山丸」は、玉造船所（三井造船の前身）で建造された。主機関には、三井物産が輸入を扱っていたバーマイスター・アンド・ウェイン（en, B&W）のディーゼル機関を搭載し、最大出力10,810馬力で、日本貨物船で当時の史上最速となる19.9ノットを発揮した。なお、B&W式ディーゼル機関は背が高い形状をしているため、重心上昇を恐れる日本海軍には好まれず、本船が日本陸軍により徴用される一因となったのではないかという見方もある。荷役設備は門型デリックポストを前後甲板に2基ずつ配置し、重量物用のヘビーデリックも有している。

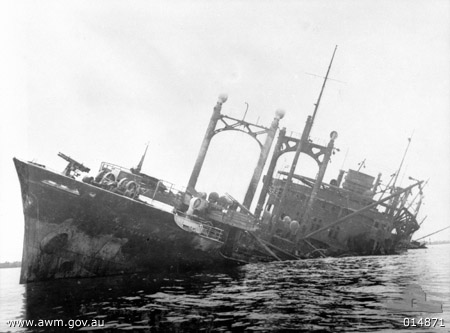
姉妹船「綾戸山丸」の写真。ニューギニアの戦いで擱座した残骸。頂部に煙管型吸気筒の付いた門型デリックポストなど、「淡路山丸」型の特徴が分かる。

「淡路山丸」型は、これまでの三井物産ニューヨークライナーと同様、美的に凝ったデザインとなっている。特に船橋まで含むと五階建ての従来貨物船より一層多い中央上部構造物が目立ち、内部には7室12人分の豪華な造りの客室が設置されていた。上部構造物の前半は下部3層相当を2層に区切ることで天井を高くし、船客用のサロンに充てていた。これらは貨物船の補助旅客設備として異例の豪華さであった。
ニューヨークライナーの多くはスクラップアンドビルド方式の船舶改善助成施設に基づく補助金を受けて建造されていたが、「淡路山丸」は、有事の徴用を前提とした新造方式の優秀船舶建造助成施設による補助金を受けて建造されていた。そのため、軍用を想定した設計が盛り込まれており、経済性に反する最大19ノット超の高速性能も一例であるほか、軍隊輸送船転用時の兵員居住区となる中甲板には採光・換気用の舷窓を設け、船首尾甲板などには15cm級の大砲を設置できるよう補強材が入っていた。
船名は、三井物産船舶部のニューヨークライナーに共通するAで始まるものが命名された。船名に「山」が付くのも、「金城山丸」など同社の保有船の多くと同じである。

## 運用
竣工した「淡路山丸」は、さっそくニューヨーク定期航路に就航、1939年8月31日に横浜港から最初の商業航海へ出航した。本船の豪華な旅客設備は、運賃が通常の客船の2等船室並みと安かったこともあり、優れたコストパフォーマンスでアメリカ人旅行者に大人気となった。しかし、日米関係の悪化が原因で、1941年（昭和16年）4月にニューヨークライナー便は休航となった。休航までの本船の運航回数は、15往復にとどまった。
1941年（昭和16年）9月10日、「淡路山丸」は日本陸軍により徴用され、陸軍船番号882番が付与された。しばらくは台湾や中国大陸方面への部隊や人員の輸送に従事したが、日米開戦がいよいよ迫ると、マレー作戦に軍隊輸送船として投入されることが決まった。マレー作戦には26隻の輸送船が投入され、「淡路山丸」は姉妹船「綾戸山丸」と日本郵船のニューヨークライナー「佐倉丸」（高射砲装備の防空基幹船）とともにコタバル上陸を割り当てられた。船体を灰色の迷彩塗装に塗り替えるなど所要の改装を整えた本船は、10月23日に宇品を出航した。装備された自衛武装はわずか野砲1門で、対空火器は皆無であった。
「淡路山丸」ほかの船団は、上陸部隊である佗美支隊（歩兵第56連隊基幹）と占領後のコタバル飛行場で使用予定の航空資材を収容すると、12月7日未明にフランス領インドシナ沖の泊地へ進出した。「淡路山丸」には、1800人の将兵と大発動艇や装甲艇、航空ガソリン入りドラム缶多数が積みこまれていた。同日、船団は、軽巡洋艦「川内」以下の第3水雷戦隊と、飛行第1戦隊の九七式戦闘機に護衛されて、コタバルへ出航した。マレー半島各地へ進撃中の日本船団は哨戒中のイギリス軍機に発見されていたが、イギリス側はタイ領へ向かっているものと判断し、妨害しなかった。コタバル行き船団に接近したPBY飛行艇は、報告発信前に日本戦闘機により撃墜された。
12月7日午後11時55分、「淡路山丸」はコタバル沖に投錨した。そして、12月8日午前1時35分から第一波上陸部隊を発進させた。午前3時30分ごろから敵機の攻撃が始まる。午前5時頃、兵員の揚陸が完了して物資の揚陸に移っていたところ、ハドソン爆撃機3機が飛来した。ハドソンが投下した小型爆弾1発が「淡路山丸」の第2船倉口上に置かれた装甲艇に命中、たちまち揚陸準備中のガソリン缶に引火した（戦史叢書によれば5時に4機が来襲し、5時25分に「淡路山丸」被弾）。弾薬類も誘爆を始めて消火不能に陥った。6時からも再び敵機の攻撃があり、その攻撃では「淡路山丸」には3発以上の爆弾が命中した。他の輸送船も損傷し、泊地より退避。『淡路山丸』の救助には駆逐艦「綾波」、「磯波」などが残り、同船乗船者の大半を救助した後、消火不能の「淡路山丸」を残してそれら艦艇も退避した。コタバルで日本軍の船団攻撃を行ったのは同地に配備されていたオーストラリア空軍第1中隊のハドソンであった。
放棄された「淡路山丸」の残骸は、4日後の12月12日にオランダ海軍潜水艦K12（nl）の雷撃を受けて転覆、全損となった。本船は太平洋戦争における100総トン以上の日本商船の戦没第1号であると言われる。なお、南方作戦で1942年（昭和17年）3月までに上陸作戦に使用された日本軍の輸送船は延べ376隻で、損害は沈没または擱座したものが18隻、うち全損13隻であった。

## 2代目
太平洋戦争後の1952年（昭和26年）に三井船舶は同名船を建造している。同じく貨物船で、低質のC重油を使用可能なディーゼル機関を採用したことが特色である。1964年（昭和39年）4月1日、大阪商船との合併で大阪商船三井船舶に移籍。1975年（昭和50年）1月22日にパナマ企業に売却され、1983年（昭和58年）に高雄で解体された。